# Port lotniczy Santa Ana (Wyspy Salomona)
Port lotniczy Santa Ana (IATA: NNB, ICAO: AGGT) – port lotniczy położony na wyspie Owaraha (Wyspy Salomona).